# Consultocratie
Consultocratie est un néologisme formé à partir du mot « consultant » et du suffixe grec « -cratie » qui signifie « pouvoir » ou « domination » (du grec ancien kratos, qui désigne la force ou l’autorité). Ainsi, la consultocratie peut être traduite littéralement comme « le pouvoir ou la domination des consultants ».
Le terme a fait son apparition en 1991 pour décrire l’influence croissante des grands cabinets de conseil privés dans les centres décisionnels de l’État britannique. En sont à l’origine deux politologues : Christopher Hood et Michael W. Jackson.

## Origine et contexte
La montée en popularité des firmes de conseil est étroitement liée à l'émergence de la Nouvelle gestion publique (NGP), un courant de réformes administratives inspiré des pratiques de gestion du secteur privé,. Apparue en 1970 et popularisée dans les années 80, cette approche vise à améliorer la performance du secteur public en y intégrant des principes managériaux,.
Cesdits principes se caractérisent par une volonté de rationaliser les services publics en adoptant une gestion axée sur les résultats, prônant l'efficacité, la réduction des coûts et la performance organisationnelle. La NGP a mené à des réformes administratives qui ont favorisé l'externalisation de services, la contractualisation et l'utilisation accrue d'indicateurs de performance pour évaluer les administrations publiques.
L’émergence de la NGP a ainsi suscité un besoin accru d’expertise en gestion, contexte qui a favorisé le recours croissant aux firmes de conseil dans les efforts de modernisation des organisations,.
Selon plusieurs chercheurs, le NGP ne serait pas le seul événement qui expliquerait l’influence en constante croissance des firmes conseils. La mondialisation, le néolibéralisme, les différentes crises budgétaires, le développement de l’offre des cabinets de conseil et l’élection de dirigeants pro-marché expliqueraient aussi la tendance des gouvernements, depuis 1990, à recourir à ces firmes. D’ailleurs, « le passage vers le NGP et le recours accru aux consultants sont apparus parallèlement aux discours politiques sur l’inefficacité et l’inefficience des politiciens et des bureaucrates. » 

## Introduction d’un nouveau terme
D’autres termes désignant l'octroi de pouvoir à des experts et/ou des spécialistes ont fait leur apparition avant celui de la consultocratie. C’est le cas des termes technocratie et bureaucratie. Ceux-ci font aussi la promotion de processus décisionnels où les décisions sont souvent prises au détriment de la participation démocratique de la population concernée par un produit/service. Ensemble, les trois termes représentent des systèmes où l’autorité est fondée sur la compétence perçue et l’efficacité plutôt que sur le débat public et la participation citoyenne,,.
Alors que la source du pouvoir technocrate réside dans la maîtrise de logiques techniques, et celle du pouvoir bureaucrate dans la maîtrise des structures administratives, le pouvoir des consultants, lui, capitalise sur la privatisation de l’expertise managériale et l’externalisation de certains champs d’activités des entreprises ou des gouvernements,,. Les chercheurs qui s’intéressent à la question soulignent que « contrairement aux employés de la fonction publique, le consultant n’est pas guidé par une morale et des objectifs bureaucratiques (tels que l’équité, la justice et l’égalité dans le traitement des citoyens) mais par la recherche du profit économique. »  

## Rôle des consultants
Le rôle des consultants dans les firmes de conseil est de fournir une expertise spécifique aux entreprises ou aux gouvernements afin de résoudre des problèmes dit « complexes », d’améliorer l'efficacité, et/ou de mener des projets de transformation,.
Dans Le Conseil en management (1993),  l’auteur décrit le déroulement classique d'une mission de conseil en plusieurs phases :
1. Phase préliminaire : La firme de conseil rencontre l’organisation, prend connaissance du problème, propose un plan de travail et signe un contrat.
2. Diagnostic : La firme de conseil collecte et analyse des informations pour bien cerner les technicalités du problème de l’organisation.
3. Programme d’action : Le consultant propose plusieurs solutions, les évalue, et guide l’organisation à identifier la meilleure option.
4. Mise en œuvre : La firme de conseil accompagne l’organisation pour appliquer la solution choisie, ajuste les actions si nécessaire et offre de la formation.
5. Phase finale : La firme de conseil évalue les résultats, rédige un rapport final, règle les aspects financiers et discute de futures collaborations.

## Évolutions historiques et conceptuelles de la consultation
L’industrie de la consultation s’est transformée au fil du temps,. Il est possible de distinguer quatre grandes vagues historiques : 
1ère vague : Ingénierie de l’efficience et Taylorisme (de 1900 à 1930): Inspirées d’une philosophie managériale qui analyse et simplifie les processus, les firmes conseils ont développé une offre de service misant sur l’efficience, l’optimisation et la réduction des coûts. L’objectif : améliorer la productivité de leurs clients. Pendant cette période, les analyses des consultants ont un horizon temporel plus court et s’intéressent davantage aux opérations. Dans son livre The Principles of Scientific Management (1911), Taylor propose de diviser le travail en tâches simples, standardisées et mesurables, afin d'améliorer la productivité des ouvriers.
2e vague : Stratégie et organisation (de 1950 à 1960) : Les firmes de conseil ont élaboré des offres de service permettant à leurs clients d’analyser et d’optimiser les structures de leurs organisations, ainsi que leur positionnement dans leur marché. Pendant cette période, les analyses des consultants ont un horizon temporel plus long et une orientation davantage stratégique, s’intéressant aux systèmes et aux structures de l’organisation.
3e vague : Services informatiques (de 1970 à 1980) : L'arrivée des nouvelles technologies a conduit les gouvernements à externaliser la gestion de leurs infrastructures informatiques. Les firmes de conseil ont fourni des solutions pour organiser, stocker et traiter les informations au sein des organisations et des administrations publiques.
4e vague : Externalisation (de 1990 à aujourd’hui) : Suivant les fondements de la Nouvelle Gestion Publique, les gouvernements ont commencé à confier la gestion de certains de leurs services publics à des entreprises privées, comme les firmes de conseil, pour des raisons d'efficacité, de réduction des coûts, d’accès à des connaissances pointues ou de spécialisation dans certaines fonctions.
Les différentes vagues permettent d’observer la façon dont « … the expanding consulting industry moves from the sidelines to the center », illustrant le passage des firmes conseils d’un rôle de conseillers techniques et opérationnels à un partenaire stratégique central au sein des organisations.

## Caractéristiques de la consultocratie

### Monopole informationnel[25],[26],[10]
Via leurs différentes missions auprès de leurs clients, les firmes de conseil accumulent un nombre colossal d’information sur une multitude de domaines. Leur modèle d’affaires est basé sur cette richesse informationnelle. Elle leur confère des avantages stratégiques de par l’accès limité de leur clients aux informations qu’elles ont cumulées.
En relayant certaines informations plutôt que d’autres à leurs clients, les firmes ont la possibilité de partager les idées qui servent leurs propres intérêts. Cela représente un des moyens par lesquels elles assurent une demande continue pour leurs services.

### Consultocratie et démocratie
La consultocratie repose sur des valeurs managériales axées sur l’efficacité et la rentabilité. Les sociétés démocratiques ont pour principes fondamentaux la participation citoyenne, la liberté d’expression, l’égalité devant la loi et le respect des droits fondamentaux. Cette divergence idéologique soulève des préoccupations parmi les chercheurs qui s’intéressent à la question, notamment quant au recours des firmes conseils dans l'élaboration des politiques publiques.
Ces inquiétudes sont associées au rôle significatif de ces organisations dans les processus décisionnels ainsi que l’absence de responsabilité éthique et de mécanismes de reddition de comptes envers la population,,. Ces critiques soulignent également le risque que cette influence détourne les politiques publiques des intérêts collectifs pour les orienter vers des objectifs privés.
Dans The Big Con, il est démontré que les conseils des firmes privées ne servent pas toujours au mieux l’intérêt public, ou ceux de leurs clients, notamment lorsque ces recommandations désavantagent d’autres clients pour lesquelles elles travaillent simultanément.
Cela se manifeste, par exemple, lorsqu'elles accompagnent à la fois des entreprises de secteurs polluants et des gouvernements responsables de réguler leurs émissions, ou encore lorsqu'elles participent à l'élaboration de lois fiscales tout en ayant été mandatées par d’autres de leurs clients pour définir des stratégies pour les contourner. Le scandale d’Enron, les implications contradictoires de la firme McKinsey en matière de décarbonisation et la gestion de la COVID-19 en France, au Canada et au Québec témoignent des conflits d’intérêts des firmes de conseil. Il est d’ailleurs pertinent de noter que les cabinets conseil sont engagées pour résoudre des problèmes qu’elles ont parfois elles-mêmes été engagées à identifier.

### Mémoire institutionnelle
Plusieurs chercheurs soulignent que l’externalisation répétée des activités des institutions publiques contribue à l’érosion de leur mémoire institutionnelle et exacerbe le risque de dépendance à cette expertise externe,. Cette tendance d’externalisation aurait pour effet une perte de savoir-faire nécessaire à la gestion de projets complexes ou innovants, puisque « … the less an organization does something, the less it knows how to do it. ».  
En 2020, au Royaume-Uni, dans une lettre adressée aux hauts fonctionnaires, Lord Agnew, ministre du Cabinet Office et du Trésor, dénonce l’externalisation excessive des services publics. Selon lui, ce recours – dont la facture s’élevait à 1,5 milliard de livres sterling en 2017 – a privé la fonction publique de l’opportunité de développer des compétences internes, accentuant l’érosion des capacités institutionnelles et engendrant une dépendance croissante à l’expertise externe.

### Les principaux cabinets de conseil
| Cabinet                           | Année de fondation | Caractéristiques                                                                           | Siège social         | Revenu annuel   | Nombre d'employé(e)s |
| --------------------------------- | ------------------ | ------------------------------------------------------------------------------------------ | -------------------- | --------------- | -------------------- |
| Deloitte Consulting               | 1845               | Fondé par William Welch Deloitte et George Touche                                          | Londres, Royaume-Uni | 59,3 milliards  | ~400 000             |
| PricewaterhouseCoopers (PwC)      | 1849               | Fondé par Samuel Lowell Price                                                              | Londres, Royaume-Uni | 50,3 milliards  | ~364 000             |
| McKinsey & Company                | 1926               | Fondé par James O. McKinsey                                                                | New York, États-Unis | 10,6 milliards  | ~39 000              |
| Boston Consulting Group (BCG)     | 1963               | Fondé par Bruce D. Henderson                                                               | Boston, États-Unis   | 12 milliards    | ~30 000              |
| Bain & Company                    | 1973               | Fondé par Bill Bain                                                                        | Boston, États-Unis   | 6 milliards     | ~12 000              |
| KPMG                              | 1987               | Issu de la fusion de Klynveld Main Goerdeler et Peat Marwick                               | Amstelveen, Pays-Bas | 32,1 milliards  | ~250 000             |
| Accenture                         | 1989               | Dérivé d'Andersen Consulting, fondé par Arthur E. Andersen, aux suites du scandale d'Enron | Dublin, Irlande      | 61,59 milliards | ~700 000             |
| Ernst & Young Global Limited (EY) | 1989               | Fondé par Arthur Young et Alwin C. Ernst                                                   | Londres, Royaume-Uni | 45,4 milliards  | ~365 399             |

### La consultocratie en chiffre (données de 2024)
Nombre total d’employés : 2 160 399
Revenu total généré annuellement : 277,29 milliards $ USD
Au cours de la dernière décennie, les dépenses publiques en service conseil ont fortement augmenté. En 2023, les gouvernements à travers le monde représentaient 11,8 % du revenu annuel des cabinets de conseil, marché qui s’élève à une valeur de plus de 33, 27 milliards de dollars USD.
À l’échelle nationale, le gouvernement du Royaume-Uni a vu ses dépenses en conseil passer de 0,7 milliard de livres en 2016 à 2,5 milliards en 2021. En Australie, elles sont passées de 400 millions de dollars australiens en 2013 à 1,2 milliard en 2020. Au Canada, les dépenses pour les « services professionnels », incluant le conseil, ont grimpé de 10,5 milliards de dollars canadiens en 2016 à 17,7 milliards en 2021, ce qui tend à illustrer la potentielle croissance du recours aux firmes conseils. À noter que le montant exact octroyé aux firmes n’est à ce jour pas accessible au Canada.  